# Parapales luteicornis
Parapales luteicornis là một loài ruồi trong họ Tachinidae.